# Short n' Sweet
Short n' Sweet è il sesto album in studio della cantante statunitense Sabrina Carpenter, pubblicato il 23 agosto 2024 dalla Island. 
Prodotto da Julian Bunetta, John Ryan, Ian Kirkpatrick e Jack Antonoff, il disco ha come tema centrale la vita sentimentale della Carpenter, con il titolo facente riferimento all'impatto emotivo esercitato dalle relazioni più brevi della cantante, alla sua statura e alla breve durata del disco stesso. L'artista ha affermato Short n' Sweet sia il secondo album su cui abbia avuto effettivo controllo creativo, dopo Emails I Can't Send (2022), il primo pubblicato sotto contratto con la Island.
Dopo la pubblicazione il disco ha ottenuto prevalentemente recensioni positive da parte della critica, che ha lodato l'orecchiabilità e la piacevolezza delle melodie, la sicurezza della lirica musicale, ma ha reagito negativamente ad alcuni testi, definiti "funzionali" e poco audaci. Grazie ad un'efficace campagna di marketing Short n' Sweet ha raggiunto il vertice di numerose classifiche musicali in tutto il mondo, tra cui Stati Uniti, Australia, Canada, Francia, Irlanda, Nuova Zelanda e Regno Unito. È stato riconosciuto col Grammy Award al miglior album pop vocale e candidato per quello all'album dell'anno nell'edizione 2025.

## Antefatti
Nel 2022 la Carpenter ha rilasciato il suo primo album sotto Island Record, Emails I Can't Send, che ha ottenuto moderato successo commerciale, raggiungendo la 23ª posizione negli Stati Uniti e regalando all'artista la sua prima numero uno nella US Pop Airplay con Feather, quinto estratto del disco. In promozione del disco la Carpenter nel 2023 ha condotto il Emails I Can't Send Tour. Durante quell'anno e al principio del 2024 è stata opening act per Taylor Swift nel suo Eras Tour, esibendosi in numerose date in Sud America, Australia e Asia. Il 16 gennaio 2024 è stata confermata la partecipazione di Sabrina all'annuale festival di Coachella, durante il cui set ha presentato dal vivo l'inedito Espresso, dopo una serie di anticipazioni relative all'uscita di nuova musica.
Nel mese di marzo ha ufficialmente confermato a Cosmopolitan di essere al lavoro al nuovo album. Ha inoltre affermato: «Sento che sto superando le mie canzoni, ed è sempre una sensazione emozionante perché credo che significhi che il prossimo capitolo è dietro l'angolo». In una intervista concessa ad Interview, Carpenter ha ribadito la propria contentezza rispetto all'allora imminente progetto musicale, aggiungendo che con esso avrebbe esplorato nuovi generi, come fatto per il predecessore Emails I Can't Send.

## Promozione
Precedentemente a qualunque annuncio ufficiale, una serie di manifesti raffiguranti tweet che commentavano l'altezza della cantante sono stati affissi per New York. Sui social media ha successivamente postato un video che la ritrae mentre si avvicina alla telecamera e vi lascia un bacio sopra, suggerendo l'arrivo di un annuncio di lì a breve
. Sabrina Carpenter ha reso pubblica la data d'uscita il 3 giugno 2024, assieme alla copertina dell'album. La tracklist è stata svelata successivamente, il 9 luglio 2024. L'album è uscito il 23 agosto 2024, con un vinile in edizione limitata contenente una traccia bonus esclusiva intitolata Needless To Say.
Ai principi di aprile la Carpenter ha iniziato a pubblicizzare l'uscita di un nuovo singolo tramite dei manifesti, annunciando avrebbe pubblicato una canzone prima della sua performance a Coachella.
L'album è stato preceduto dai singoli Espresso e Please Please Please, pubblicati rispettivamente l'11 aprile 2024 e il 6 giugno 2024; entrambi hanno raggiunto la prima posizione della Billboard Global 200, catapultando l'artista ai vertici della fama internazionale. A seguito della pubblicazione del secondo singolo, che è anche diventato il primo della cantante a raggiungere la vetta della Billboard Hot 100 statunitense, l'artista ha annunciato la sua prima tournée internazionale nelle arene di Nord America ed Europa, lo Short n' Sweet Tour, che ha avuto inizio il 23 settembre 2024 a Columbus e si concluderà a Los Angeles il 23 novembre 2025, con l'unica tappa italiana a Milano. In concomitanza dell'uscita dell'album è stato pubblicato il terzo estratto Taste, grazie al quale è divenuta la terza artista femminile a occupare tre delle prime cinque posizioni della classifica dei singoli statunitense.
Il 14 febbraio 2025 è stata diffusa la versione deluxe che vede l'aggiunta di cinque inediti, tra cui il singolo Busy Woman.

## Tracce
1. Taste – 2:37 (Sabrina Carpenter, Julia Michaels, Amy Allen, Ian Kirkpatrick, John Ryan)
2. Please Please Please – 3:06 (Sabrina Carpenter, Amy Allen, Jack Antonoff)
3. Good Graces – 3:05 (Sabrina Carpenter, Julia Michaels, Amy Allen, John Ryan, Julian Bunetta)
4. Sharpest Tool – 3:38 (Sabrina Carpenter, Amy Allen, Jack Antonoff)
5. Coincidence – 2:44 (Sabrina Carpenter, Julia Michaels, Amy Allen, Ian Kirkpatrick, John Ryan)
6. Bed Chem – 2:51 (Sabrina Carpenter, Julia Michaels, Amy Allen, Ian Kirkpatrick, John Ryan)
7. Espresso – 2:55 (Sabrina Carpenter, Amy Allen, Julian Bunetta, Steph Jones)
8. Dumb & Poetic – 2:13 (Sabrina Carpenter, Julia Michaels, Amy Allen, John Ryan)
9. Slim Pickins – 2:32 (Sabrina Carpenter, Amy Allen, Jack Antonoff)
10. Juno – 3:43 (Sabrina Carpenter, Amy Allen, John Ryan)
11. Lie to Girls – 3:22 (Sabrina Carpenter, Amy Allen, Jack Antonoff)
12. Don't Smile – 3:26 (Sabrina Carpenter, Amy Allen, Steph Jones, John Ryan, Julian Bunetta)

Traccia bonus nell'edizione in vinile
1. Needless to Say – 2:39 (Sabrina Carpenter, Amy Allen, Ian Kirkpatrick, John Ryan)

Tracce bonus nell'edizione deluxe
1. 15 Minutes – 3:11 (Sabrina Carpenter, Amy Allen, John Ryan, Julian Bunetta)
2. Please Please Please (feat. Dolly Parton) – 3:04 (Sabrina Carpenter, Amy Allen, Jack Antonoff)
3. Couldn't Make It Any Harder – 2:59 (Sabrina Carpenter, Amy Allen, John Ryan, Julian Bunetta)
4. Busy Woman – 3:06 (Sabrina Carpenter, Amy Allen, Jack Antonoff)
5. Bad Reviews – 2:21 (Sabrina Carpenter, Amy Allen, John Ryan, Ian Kirkpatrick)

## Successo commerciale
Negli Stati Uniti, l'album ha debuttato alla prima posizione della Billboard 200 con 362 000 unità equivalenti ad album, composte da 184 000 vendite fisiche, comprendenti 105 000 vinili, e le restanti provengono da 233 milioni di streaming, segnando il debutto più grande dell'artista e il terzo debutto più grande per un album del 2024, dopo The Tortured Poets Department di Taylor Swift e Cowboy Carter di Beyoncé. Nella Billboard Hot 100 stilata la stessa settimana, la cantante ha piazzato tre brani provenienti dall'album, ovvero i singoli Taste, Please Please Please ed Espresso, tra le prime cinque posizioni della classifica, diventando la terza artista femminile ad ottenere tale record dopo Taylor Swift e Ariana Grande. Tutti gli altri brani provenienti dall'edizione standard del disco si sono piazzati tra i primi quarantuno posti della classifica.
Nel Regno Unito, l'album ha debuttato alla vetta della Official Albums Chart con 89 000 unità vendute, registrando il secondo miglior debutto in territorio britannico nel 2024, anche qui solo dopo The Tortured Poets Department di Taylor Swift. Nella Official Singles Chart della stessa settimana, la cantante ha dominato la prime tre posizioni con i singoli Taste, Please Please Please ed Espresso, diventando così la prima artista femminile ad ottenere tale record e la terza artista in generale ad occupare contemporaneamente la prima posizione nella classifica degli album e dei singoli nel Paese, solo dopo i locali Ed Sheeran e Harry Styles.

## Classifiche

### Classifiche settimanali
| Classifica (2024-25) | Posizione massima |
| -------------------- | ----------------- |
| Argentina            | 1                 |
| Australia            | 1                 |
| Austria              | 1                 |
| Belgio (Fiandre)     | 1                 |
| Belgio (Vallonia)    | 1                 |
| Canada               | 1                 |
| Danimarca            | 3                 |
| Finlandia            | 1                 |
| Francia              | 1                 |
| Germania             | 3                 |
| Giappone             | 40                |
| Grecia               | 2                 |
| Irlanda              | 1                 |
| Islanda              | 3                 |
| Italia               | 9                 |
| Lituania             | 5                 |
| Nigeria              | 54                |
| Norvegia             | 1                 |
| Nuova Zelanda        | 1                 |
| Paesi Bassi          | 1                 |
| Polonia              | 2                 |
| Portogallo           | 1                 |
| Regno Unito          | 1                 |
| Repubblica Ceca      | 1                 |
| Scozia               | 1                 |
| Slovacchia           | 3                 |
| Spagna               | 1                 |
| Stati Uniti          | 1                 |
| Svezia               | 2                 |
| Svizzera             | 1                 |
| Ungheria             | 8                 |

### Classifiche di fine anno
| Classifica (2024) | Posizione |
| ----------------- | --------- |
| Australia         | 3         |
| Austria           | 27        |
| Belgio (Fiandre)  | 10        |
| Belgio (Vallonia) | 89        |
| Canada            | 36        |
| Danimarca         | 33        |
| Francia           | 52        |
| Germania          | 52        |
| Islanda           | 28        |
| Nuova Zelanda     | 4         |
| Paesi Bassi       | 6         |
| Polonia           | 45        |
| Portogallo        | 6         |
| Regno Unito       | 3         |
| Spagna            | 31        |
| Svezia            | 19        |
| Svizzera          | 41        |
| Stati Uniti       | 26        |
| Ungheria          | 73        |

## Date di pubblicazione
| Paese | Data di pubblicazione | Formato                                  | Edizione | Nota                        |
| ----- | --------------------- | ---------------------------------------- | -------- | --------------------------- |
| Mondo | 23 agosto 2024        | CD, LP, MC, download digitale, streaming | Standard | [ 70 ] [ 71 ] [ 72 ] [ 73 ] |